# Wapen van Lokeren
Het wapen van Lokeren, een stad in de Belgische provincie Oost-Vlaanderen, toont de beeltenis van een raap. 
De raap kan ook op andere wapenschilden van de steden van het Waasland gevonden worden. Deze groente symboliseert de welvaart die gebracht werd tot de regio door de landbouw. Het niet echt productieve systeem genaamd het drieslagstelsel kwam tot een einde wanneer boeren in het Waasland twee keer per jaar konden oogsten door de grond vruchtbaar te maken door het groeien van rapen in de herfst. 
Het rooster representeert de marteldood van de patroonheilige Sint-Laurentius. De legende zegt dat de patroonheilige in 258 door de keizerlijke wachten levend verbrand werd in Rome.

## Blazoen

### Huidige wapen
Het huidige wapen heeft de volgende blazoenering:
In zilver een rooster met handvat van sabel. Het schild getopt met een raap van zilver, gebladerd van sinopel.— Ministerieel Besluit van 29 januari 1981.

### Tweede wapen
Het tweede wapen van Lokeren had de volgende blazoenering:
Een zilveren schild, met eenen zwarten rooster, voerende boven eene natuerlyke raep, gedekt met eene gulden kroon.— Collegebesluit van 1840

### Eerste wapen
Het eerste wapen van Lokeren had de volgende blazoenering:
Van zilver beladen met een zwart rooster van boven verzeld van een knol in zijne natuurlijke kleur, het schild ter wederzijde vastgehouden door een klimmenden leeuw en hetzelve gedekt met een gouden kroon.— Collegebesluit van 1819